# Opel 8M21
 (septembre 2024).
L’Opel 8M21 est une voiture de la catégorie grande routière construite par Adam Opel KG de 1921 à 1922 en tant que modèle plus simple de la 9/25 PS.

## Historique et technologie
Vers la fin de la période de construction de la 9/25 PS, Opel a introduit une version simplifiée de ce véhicule avec un moteur plus petit et une gamme de carrosseries plus réduite.
Le moteur était un moteur quatre cylindres d’une cylindrée de 2 042 cm³ qui produisait 25 ch (18,4 kW) à 1 600 tr/min. La puissance du moteur était transmise à l’essieu arrière via un embrayage à cône en cuir, une boîte de vitesses manuelle à quatre vitesses et un arbre à cardan.
Les deux essieux rigides étaient suspendus au cadre, constitué de poutres en acier et de sous-châssis, par des ressorts à lames semi-elliptiques. Le frein de service agissait sur l’arbre de sortie de la transmission.
Il y avait trois styles de carrosserie, une torpédo à six ou sept places et une limousine Pullman quatre portes.
Fin 1922, la construction de la 8M21 est arrêtée. Le modèle 8/40 PS, construit à partir de 1928, peut être considéré comme sa successeur.